# 库隆日莱塞罗勒
库隆日莱塞罗勒（法語：Coulonges-les-Hérolles，法語發音：[kulɔ̃ʒ lez‿eʁɔl]；2024年之前名为库隆日 (Coulonges)）是法国新阿基坦大区维埃纳省的一个市镇，属于蒙莫里永区。

## 地理
库隆日莱塞罗勒（46°24'9"N, 1°9'16"E）面积18.35 平方千米，位于法国新阿基坦大区维埃纳省，该省份为法国中西部省份，北起曼恩-卢瓦尔省和安德尔-卢瓦尔省，西接德塞夫勒省，南至夏朗德省，东南接上维埃纳省，东临安德尔省。
与库隆日莱塞罗勒接壤的市镇（或旧市镇、城区）包括：吕萨克莱塞格利斯、利尼亚克、蒂伊、布里格伊勒尚特尔、托莱。
库隆日莱塞罗勒的时区为UTC+01:00、UTC+02:00（夏令时）。

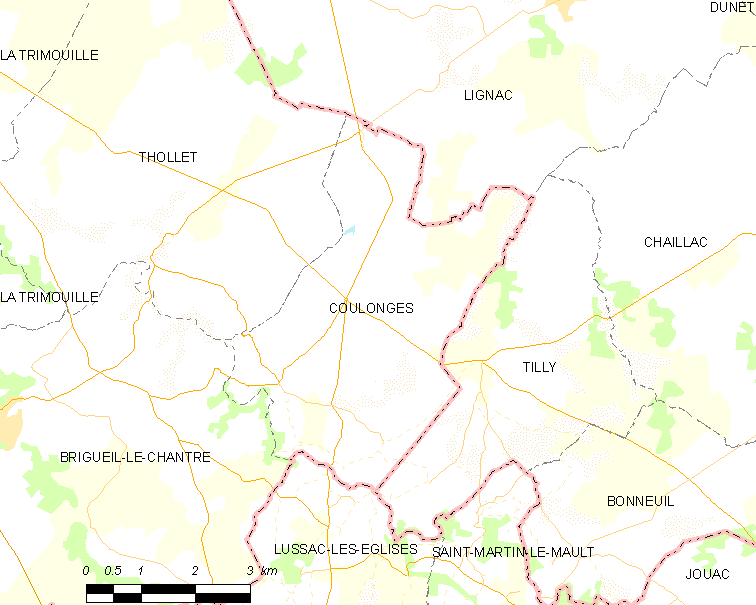
库隆日莱塞罗勒的OSM定位图

## 行政
库隆日莱塞罗勒的邮政编码为86290，INSEE市镇编码为86084。

## 政治
库隆日莱塞罗勒所属的省级选区为蒙莫里永县。

## 人口

1962-2008年间库隆日莱塞罗勒人口变化图示

库隆日莱塞罗勒于2022年1月1日时的人口数量为232人。